# استان ویچنزا
استان ویچنزا (به ایتالیایی: Province di Vicenza) استانی در شمال شرقی کشور ایتالیا است. ویچنزا در منطقهٔ ونتو قرار دارد و مرکز آن شهر ویچنزا است. مساحت این استان ۲٬۷۲۳ کیلومترمربع و جمعیت آن طبق سرشماری سال ۲۰۱۱ میلادی، تقریباً ۸۵۹٬۹۸۷ نفر بوده‌است.
محصولات کشاورزی آن شامل شراب، گندم،
گیلاس و مارچوبه میباشد. 
برندهای مد بسیاری از جمله دیزل در این استان مستقر میباشند. 